# Roeselare
Roeselare (tiếng Pháp: Roulers) là một thành phố và đô thị thuộc tỉnh Tây Flanders. Đô thị này gồm thành phố Roeselare và các thị xã Beveren, Oekene và Rumbeke.